# Miro Ćosić
Miro Ćosić (* 9. September 1983 in Sarajevo) ist ein bosnisch-herzegowinischer Biathlet.
Miro Ćosić ist Sportlehrer und lebt in Pale. Der Biathlet vom Verein Igman wird von seinem Vater Zoran Ćosić trainiert. 1990 begann er mit dem Biathlon und gehört seit 2000 dem Nationalkader seines Landes an.
Ćosić startete erstmals zu Beginn der Saison 2001/02 in Hochfilzen im Biathlon-Weltcup und wurde 108. des Einzels. Erstes Großereignis wurden die Junioren-Weltmeisterschaften 2002 in Ridnaun mit einem 74. Platz im Einzel und einem 80. Platz im Sprint. 2003 folgte sie Junioren-WM in Kościelisko mit einem 73. Platz im Einzel und Platz 74 im Sprint. Zudem nahm er bei den Biathlon-Europameisterschaften 2003 in Forni Avoltri erstmals an einem Herren-Großereignis teil. Bei den kontinentalen Meisterschaften wurde er 54. des Einzels und 61. des Sprints. 2004 lief Ćosić in der Haute-Maurienne seine dritten Junioren-Weltmeisterschaften. 65. wurde er im Einzel und 66. im Sprint. Ein Jahr später nahm er an den Biathlon-Weltmeisterschaften 2005 in Hochfilzen teil und wurde sowohl im Einzel wie auch im Sprint 110. In der Saison erreichte er als 82. eines Sprints in Pokljuka sein bestes Ergebnis in einem Weltcup-Rennen. Größter Erfolg wurde die Teilnahme an den Olympischen Winterspielen 2006 von Turin. Bei den Wettkämpfen von Cesana San Sicario erreichte Ćosić Platz 83 im Einzel und 84 im Sprint.
Im Sommer nahm Ćosić an den Sommerbiathlon-Weltmeisterschaften 2006 in Ufa teil und wurde 30. im Sprint der Crossläufer und 16. im Verfolgungsrennen der Skirollerläufer. Zwei Jahre später nahm er erneut an den Sommerbiathlon-Weltmeisterschaften 2008 in der Haute-Maurienne teil und wurde dort 23. in Sprint und Verfolgung der Crossläufer und 40. im Sprint der Skirollerwettbewerbe. 2009 nahm er in Ufa an den Biathlon-Europameisterschaften teil und belegte den 49. Rang im Sprint, beendete aber das Einzel, die Verfolgung und das Staffelrennen nicht.

## Biathlon-Weltcup-Platzierungen
Die Tabelle zeigt alle Platzierungen (je nach Austragungsjahr einschließlich Olympische Spiele und Weltmeisterschaften).
- 1.–3. Platz: Anzahl der Podiumsplatzierungen
- Top 10: Anzahl der Platzierungen unter den ersten zehn (einschließlich Podium)
- Punkteränge: Anzahl der Platzierungen innerhalb der Punkteränge (einschließlich Podium und Top 10)
- Starts: Anzahl gelaufener Rennen in der jeweiligen Disziplin

| Platzierung                    | Einzel | Sprint | Verfolgung | Massenstart | Staffel | Gesamt |
| ------------------------------ | ------ | ------ | ---------- | ----------- | ------- | ------ |
| 1. Platz                       |        |        |            |             |         |        |
| 2. Platz                       |        |        |            |             |         |        |
| 3. Platz                       |        |        |            |             |         |        |
| Top 10                         |        |        |            |             |         |        |
| Punkteränge                    |        |        |            |             |         |        |
| Starts                         | 9      | 31     |            |             |         | 40     |
| Stand: nach der Saison 2010/11 |        |        |            |             |         |        |